# Amalie Gräfin zu Solms

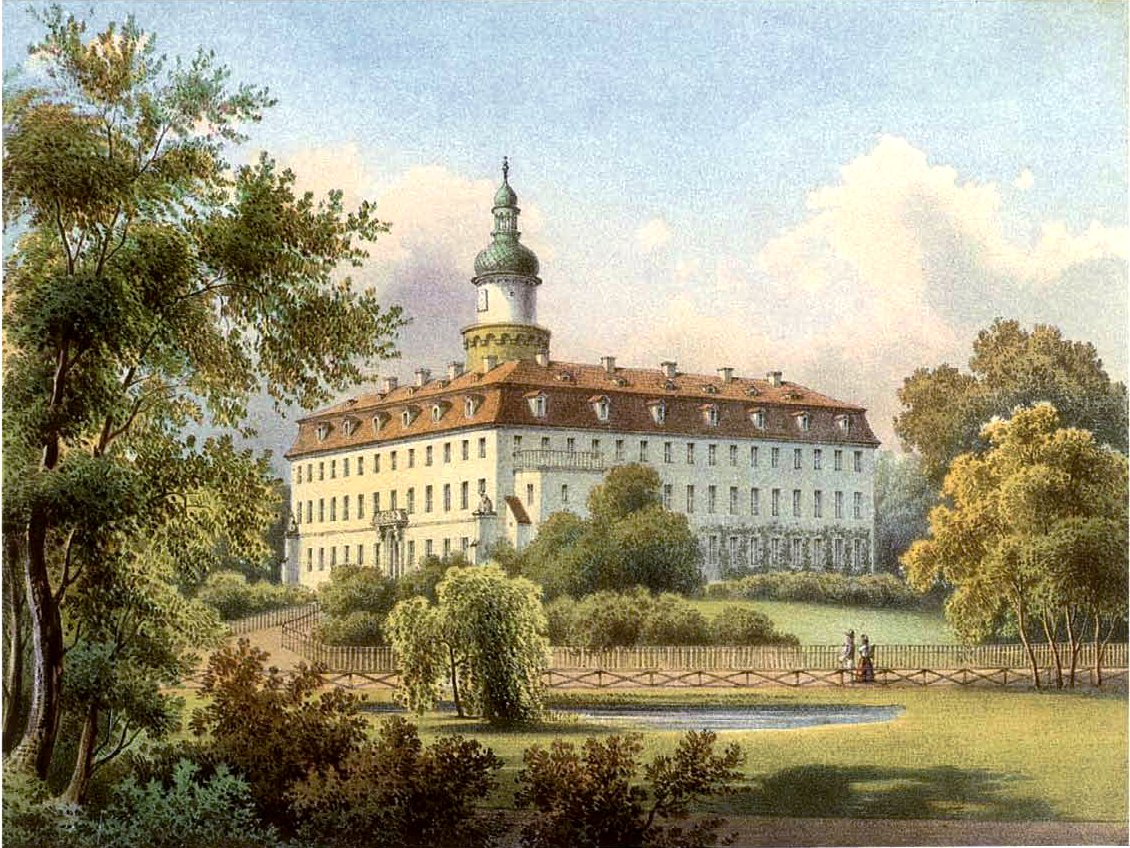
Schloss Sonnewalde um 1860

Amalie Gräfin zu Solms (* 6. August 1820 in Prenzlau; † 23. Juli 1900 in Berlin) war eine deutsche Mäzenin.

## Leben
Ihr Vater Hermann Reichsgraf von Schwerin (1776–1858) ließ in Wolfshagen, das seit Otto von Schwerin (1616–1679) Stammsitz dieses Zweiges der Familie war, das Dorf und seine Gebäude durch Peter Joseph Lenné in einen Landschaftspark einbetten. Ihre Mutter war Rosalie Gräfin von Dönhoff (* 1789 in Wolfshagen).
Amalie von Schwerin heiratete am 4. Oktober 1840 auf dem heimatlichen Gut in Wolfshagen Wilhelm Ludwig Alfred Graf zu Solms (* 5. Mai 1810 in Kotitz; † 31. Januar 1870 in Berlin) aus Sonnewalde. Dessen Vorfahre Graf Phillip von Solms-Lich, resp. nachfolgend betreut durch Graf Otto zu Solms-Laubach (1550–1612), hatten im Jahre 1537 die Herrschaft Sonnenwalde gekauft und damit die Seitenlinie Solms-Sonnenwalde begründet, zu der ihr Ehemann Alfred Graf zu Solms-Sonnenwalde gehörte. Er war von 1861 bis zu seinem Tode Mitglied des Preußischen Herrenhauses.
Am 23. November wurde ihre Tochter Caecilie geboren. Das Kind starb jedoch bereits am 4. Januar 1843 und wurde im Sonnewalder Erbbegräbnis beigesetzt. Die Mutter wurde durch den Schmerz so schwermütig, dass sie in die Heilanstalt Winnental eingeliefert werden musste und in die Behandlung des berühmten Obermedizinalrates von Zeller (1804–1877) kam.
Wohl durch ihren Arzt, dessen Schwiegervater der Verleger Georg Andreas Reimer war, lernte Gräfin zu Solms-Sonnewalde die Gedichte von Alwine Wuthenow (1820–1908) kennen und schätzen. Brieflich empfahl sie der an einer Nervenkrankheit leidenden und deshalb in einer Rostocker Anstalt untergebrachten Dichterin eine Behandlung bei ihrem Arzt von Zeller. Als die Wuthenow auf ihre mangelnden finanziellen Mittel für eine solche Behandlung hinwies, ermöglichte Gräfin zu Solms durch finanzielle Zuschüsse Alwine Wuthenow den Aufenthalt in Winnental vom April 1862 bis zum Juli 1867.
Um 1889/1890 galt sie formell kurz als Herrin der Standesherrschaft Sonnenwalde. Zudem war sie Erbin des uckermärkischen Gutes in Lemmersdorf, Eigentum der Familie von Schwerin-Wolfshagen.

## Genealogie
- Gothaischer Genealogischer Hofkalender nebst diplomatisch-statistischem Jahrbuch. 1888. Hundertfünfundzwanzigster Jahrgang, II. Abt. Justus Perthes, Gotha 1887, S. 196.